# 姬滨鹬
，是鸻形目丘鹬科的一种鸟类。

## 特征
美洲小滨鹬体重约22.88克，翼长约86.4毫米，嘴峰长约20.3毫米，喙宽度约2.4毫米，喙厚度约3.2毫米，跗蹠长约18.4毫米，尾长约39.2毫米。美洲小滨鹬是候鸟，其栖息在开放的湖泊、沼泽等湿地环境中，食性为肉食性，主要食物来源是水生动物。

## 分布
繁殖于北美洲北部；越冬于南美洲南部和夏威夷岛。